# Akif Canbaş
Akif Canbaş (ur. 1980) – turecki zapaśnik walczący w stylu klasycznym. Brązowy medalista igrzysk śródziemnomorskich w 2009. Wojskowy mistrz świata w 2005. Piąty w Pucharze Świata w 2006 roku.